# Let 3
A Let 3 egy horvát rockegyüttes, amely 1987-ben alakult Fiuméban. Alternatív rockot és punk rockot játszanak. Híresek lettek látványos koncertfellépéseikről is, melyeken meztelenül játszanak, és provokatív szövegekkel rendelkeznek, ezért a "shock rock" műfajba is sorolják az együttest. Ők képviselték Horvátországot a 2023-as Eurovíziós Dalfesztiválon, Liverpoolban, a Mama ŠČ! című dallal, ahol a tizenharmadik helyen végeztek.

## Történet
1987-ben alakultak meg Fiumében. Fellépéseik és szövegeik miatt számtalan botrányba keveredtek már hazájukban, a rendőrség még közszeméremsértéssel is megvádolta az együttest. Egyik fellépésük miatt még be is lettek perelve, végül a bíróság 350 kunára bírságolta a Let 3-t. Az együttes nevének jelentése harmadik repülés. Botrányaik ellenére kultikus és népszerű zenei társulatnak számítanak. A csapat tagjai elmondták, hogy a meztelenkedést és az egyéb dühítő dolgokat szándékosan azért csinálják, hogy felbosszantsák a közönséget. Emellett a szövegeik is ugyanezt a célt szolgálják.
2023-ban részt vettek az Eurovíziós Dalfesztivál horvátországi válogatóműsorában, a Dorában a Mama ŠČ! című dalukkal, melyet február 11-én megnyertek, így ők képviselték az országot a liverpooli versenyen. Először a május 9-én rendezett első elődöntőben versenyeztek, ahonnan továbbjutottak a május 13-i döntőbe és a tizenharmadik helyen végeztek.
2024-ben ismét a Dora versenyzői lettek, ezúttal Babaroga című dalukkal. A Babaroga a mesterséges intelligencia és a ChatGPT szatírája.

## Tagok
- Damir Martinović - basszusgitár, effektek, vokál
- Dražen Baljak - gitár, mandolin
- Ivan Bojčić - dob
- Matej Zec - gitár
- Zoran Prodanović - vokál

## Diszkográfia

### Sttúdióalbumok
- Two Dogs Fuckin' (1989)
- El Desperado (1991)
- Peace (1994)
- Zivi Kurac (1996, koncertalbum)
- Necuveno (1997)
- Jedina (2000)
- Bombardiranje Srbija i Cacka (2005)
- Ziva Picka (2008, koncert-DVD)
- Kurcem do vjere/Thank You Lord (2013)
- Angela Merkel Sere (2016)

### Kislemezek
- Mama ŠČ! (2023)
- Babaroga (2024)